# August Gottlob von Lederer
Freiherr August Gottlob von Lederer (* 27. Mai 1723 in Großenhain (Sachsen); † 21. Oktober 1795 in Wien) war k.k. Hofrat und Geheimer Staats-Offizial. Er wurde Stammvater des freiherrlichen Hauses und seit 1778 der erste Freiherr von Lederer.
Bereits 1750 war Lederer Mitglied im niederländischen obersten Rat (conseil suprème) in Wien. Von dort kam er im Jahr 1758 als Sekretär zum niederländischen Departement und 1762 als Auditeur zur Rechenkammer nach Brüssel. Dort fiel er durch sein Verhandlungsgeschick dem Minister Kaunitz auf und wurde dann zu den Verhandlungen zum Hubertusburger Frieden hinzugezogen. Außerdem erhielt er die Führung des Sekretariats. Die niederländische Kanzlei wurde 1795 aufgelöst.
Für seine Leistungen erhielt er am 3. April 1763 den erbländisch-österreichischen Adel. Im Jahr 1766 wurde er zum wirklichen Hofrat im niederländischen Departement und geheimen Hof- und Staatsoffizialen befördert. 1771 erhielt er das Ritterkreuz des St. Stephans-Orden. Dadurch konnte er am 1. Mai 1778 (mit dem Diplom vom 21. Februar 1778) in den Freiherrenstand erhoben werden.

## Familie
Lederer heiratete 1757 Sabine von Trientl (* 26. Februar 1735; † 9. Februar 1796). Das Paar hatte 17 Kinder, von denen fünf den Stamm fortsetzten:
- Maria Theresia Josepha (* 19. Februar 1758; † 24. November 1836) ⚭ Dominik von Locher († 1813), K.k Finanzrat und Kammerdirektor in Brüssel
- Maria Antonia Josepha (* 21. April 1759) ⚭ 1783 Joseph von Molitor, Oberst und Kommandant der Festung Spielberg
- Paul Andreas Vincenz (* 10. April 1761; † 14. Oktober 1845), K.K. Gubernialrat ⚭ 1799 Franziska Segala von Kornfeld († 31. Dezember 1840)
- Maria Sabina (* 3. Juli 1766) ⚭ 1793 Cavaliere Nicolao Blaser de Drozko († 1840) aus Bilbao, spanischer Botschaftssekretär in Wien
- August Ignatz Paul (* 25. August 1769; † 14. Juni 1800), Gefallen als Hauptmann bei Marengo[3]
- Ignaz Ludwig Paul  (* 25. August 1769; † 10. September 1849) ⚭ 1805 Franzisca Xaveria von Trattnern (* 24. August 1785; † März 1856)
- Joseph Paul Gottlob (* 20. Februar 1771; † 31. März 1812), k.k. Hofrat[4]⚭ Gräfin Antonia Hadik von Furtak (* 26. Januar 1760; † 1827)
- Karl Joseph Alois (* 11. Februar 1772; † 17. August 1860), Gouverneur der National-Bank[5] ⚭ Maria Anna von Wildburg († 30. August 1844)
- Alois Joseph Xaver (* 20. Mai 1773; † 20. Dezember 1842), Diplomat

⚭ 1807 Josepha Donna de Landacheverry y Naval († 1817)
⚭ 1822 Antonia Donna de Barrere († 18. November 1882)
- Amalia (Emilia) Josepha (* 5. Mai 1776; † 10. November 1849) ⚭ 1799  Don Louis Martinez de Viergol (1778–1824), königlich-spanischer Gesandter in der Schweiz[7]